# Vetulinidae
Vetulinidae é uma família de esponjas marinhas da ordem Lithistida.

## Gêneros
- Vetulina Schmidt, 1879